# Срединная дистрофия ногтей
Срединная каналообразная дистрофия ногтей (также известна как «Dystrophia unguis mediana canaliformis», «серединная каналиформная дистрофия Хеллера») — дистрофическое поражение ногтей, характеризующееся образованием на ногтевой пластинке продольной срединной борозды.
По статистике, каждый пятый на планете страдает тем или иным заболеванием ногтей. Изменения ногтей могут быть связаны как с основным заболеванием ногтей, так и быть проявлением болезни других органов. По ногтям можно ставить диагноз заболеваний внутренних органов, и этим пользуются до сих пор целители Юго-Восточной Азии.
При заболевании ониходистрофия — причины, вызывающие нарушение трофики, также являются полиэтиологичными. Ониходистрофия условно делится на три группы, которые определяет причина её появления:
1. инфекционные, кожные, нервно-психические и другие заболевания внутренних органов;
2. травматическое повреждение ногтя, которое может быть механического (удар), биологического (грибок), химического (кислоты) характера;
3. повреждение ногтя вследствие воздействия бытовых средств (стиральные порошки, чистящие средства);
4. изменения ногтей вследствие кожных заболеваний (экзема, псориаз, алопеция).
Ониходистрофия у детей появляется в результате дисфункции организма или в результате грибкового поражения ногтей. При этом заболевании на ногте у ребёнка могут появиться продольные и поперечные бороздки на ногтях. Этот симптом является самым частым при заболевании. Особенно часто поперечные бороздки появляются у детей после перенесённых инфекционных заболеваний, таких, как скарлатина, корь, ветрянка. У взрослых бороздки на ногтях появляются вследствие перенесённых инфаркта миокарда, нарушения периферического кровообращения, лихорадящих и шоковых состояний. Также продольные бороздки встречаются при кожных заболеваниях — красный плоский лишай, экзема, псориаз.